# 超伝導超大型加速器

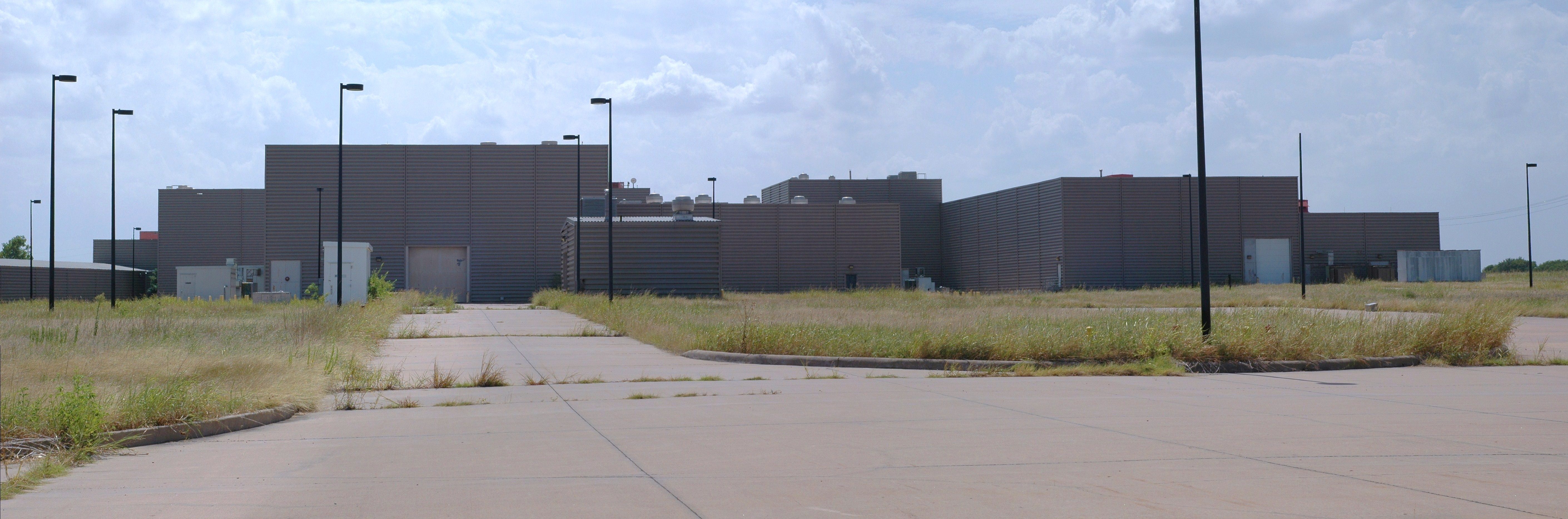
SSCの施設（2008年）

超伝導超大型加速器（Superconducting Super Collider、SSC）は、1980年代に計画され、アメリカ合衆国のテキサス州ワクサハチーの地下に建造される予定であった超大型円形粒子加速器である。しかし、様々な問題が噴出して計画は頓挫した。
リング周長は約86.6km（54マイル）という空前の規模であり、円周の内部面積は東京23区に匹敵する。20TeVのビームを正面衝突させて40TeVの超高エネルギーを達成する世界最大の粒子加速器で、建造目的の一つとしてヒッグス粒子の発見が期待されていた。
宇宙ステーション・ヒトゲノム計画と並ぶ巨大科学プロジェクトとして位置づけられ、建造費は当初の見積もりで50-60億ドル、最終的には80億ドル以上に達した。建設にあたっては全米の20州以上が熱心な誘致合戦を繰り広げ、1989年にテキサス州のワクサハチーが選定された。この地はダラス・フォートワース国際空港が近郊にあり、チョーク層の地質で加速器本体を埋めるトンネルを掘りやすいという有利な立地条件にあったのと、テキサス州が最大10億ドルもの資金援助を申し出たことによる。
しかし、当初計画の見直しにより経費が大幅に膨れ上がり、資金不足に陥って日本からの資金調達にも失敗した。その他、行政機構と物理学者の内部対立や、超伝導磁石の大量製造の困難など様々なトラブルを抱え込んで、批判が続出した。1992-93年にかけて議会で計画中止案が出され、クリントン政権下で可決された。
プロジェクトが中止された時点で、既に建造費の20億ドルが費やされ、トンネルは22.5km（14マイル）が掘り進められていた。